# Miomantis binotata
Espèce
Miomantis binotata est une espèce d'insectes de la famille des Miomantidae (ordre des Mantodea).

## Répartition
Cette espèce se rencontre en Afrique.

## Description
Les yeux sont conoïdes.
Le pronotum est marqué d'une tache noire de part et d'autre du sillon transversal.
Les coxae antérieurs sont marqués de points noirs pré-marginaux. Les fémurs portent quatre épines discoïdales. La grande épine discoïdale des fémurs antérieurs n'est noire qu'à son extrémité. Les grandes épines internes des pattes antérieures présentent un point noir attaché à la base. Le devant des fémurs est parsemé de points marron.

## Comportement
Le premier stade larvaire pourrait imiter les fourmis

## Systématique
Cette espèce a été décrite par l'entomologiste italien Ermanno Giglio-Tos en 1911 sous le protonyme Calidomantis binotata.

### Publication originale
- Giglio-Tos, E. 1911 [1909] Mantidi esosici I. Miomantis (Calidomantis). Bollettino della Società entomologica italiana, 41: 151–200. (lire en ligne p.160)